# Sandgrynnan, Kalix

Sandgrynnan är en holme vid orten Rolfs i Kalix kommun. Där har Sandgrynnans festplats samt Sandgrynnans badplats legat. Sandgrynnan var centralortens enda lättillgänliga badplats. 

## Sandgrynnans festplats
På festplatsen fanns det två dansbanor, ett café plus lotterier och korvstånd.

### Artister som besökt Sandgrynnan
Den 8 juli 1962 uppträdde Lill-Babs på Sandgrynnan.

## Sandgrynnans badplats
Simskola bedrevs här, och en brygga fanns ut till vattnet.

## Historik
År 1961 byggdes en bro ut till festplatsen av ingenjörstrupperna från Ing 3 i Boden för ett pris av 20 000 kr. Några år efteråt blev bron förstörd av en kraftig islossning och rustades aldrig upp och revs kort därefter. Sågverket Rolfs såg expanderade kraftigt under 1960- och 1970-talet och möjligheten till att ta sig ut till Sandgrynnan försvann.